# National Book Award
O National Book Award (em português Prêmio Nacional do Livro) é - juntamente com o Neustadt International Prize for Literature e o Prémio Pulitzer - um dos mais importantes prêmios literários dos Estados Unidos da América, dado anualmente aos melhores livros escritos por cidadãos norte-americanos vivos. O prêmio é entregue desde 1950 em ao menos uma categoria. Atualmente, existem quatro categorias: ficção, não-ficção, poesia e literatura juvenil. Os vencedores, selecionados em cada categoria por cinco membros - painéis de julgamento independentes - recebem US$ 10,000 e uma escultura de cristal. O prêmio é administrado pela Fundação National Book.

## Vencedores do National Book Award

### Ficção
| 1950           | Nelson Algren               | The Man with the Golden Arm                    |
| 1951           | William Faulkner            | The Collected Stories of William Faulkner      |
| 1952           | James Jones                 | From Here to Eternity                          |
| 1953           | Ralph Ellison               | Invisible Man                                  |
| 1954           | Saul Bellow                 | The Adventures of Augie March                  |
| 1955           | William Faulkner            | A Fable                                        |
| 1956           | John O'Hara                 | Ten North Frederick                            |
| 1957           | Wright Morris               | The Field of Vision                            |
| 1958           | John Cheever                | The Wapshot Chronicle                          |
| 1959           | Bernard Malamud             | The Magic Barrel                               |
| 1960           | Philip Roth                 | Goodbye, Columbus                              |
| 1961           | Conrad Richter              | The Waters of Kronos                           |
| 1962           | Walker Percy                | The Moviegoer                                  |
| 1963           | J. F. Powers                | Morte D'Urban                                  |
| 1964           | John Updike                 | The Centaur                                    |
| 1965           | Saul Bellow                 | Herzog                                         |
| 1966           | Katherine Anne Porter       | The Collected Stories of Katherine Anne Porter |
| 1967           | Bernard Malamud             | The Fixer                                      |
| 1968           | Thornton Wilder             | The Eighth Day                                 |
| 1969           | Jerzy Kosinski              | Steps                                          |
| 1970           | Joyce Carol Oates           | Them                                           |
| 1971           | Saul Bellow                 | Mr. Sammler's Planet                           |
| 1972           | Flannery O'Connor           | The Complete Stories of Flannery O'Connor      |
| 1973           | John Barth                  | Chimera                                        |
| 1973           | John Williams               | Augustus                                       |
| 1974           | Thomas Pynchon              | Gravity's Rainbow                              |
| 1974           | Isaac Bashevis Singer       | A Crown of Feathers and Other Stories          |
| 1975           | Robert Stone                | Dog Soldiers                                   |
| 1975           | Thomas Williams             | The Hair of Harold Roux                        |
| 1976           | William Gaddis              | JR                                             |
| 1977           | Wallace Stegner             | The Spectator Bird                             |
| 1978           | Mary Lee Settle             | Blood Ties                                     |
| 1979           | Tim O'Brien                 | Going After Cacciato                           |
| 1980 Capa dura | William Styron              | Sophie's Choice                                |
| 1980 Brochura  | John Irving                 | The World According to Garp                    |
| 1981 Capa dura | Wright Morris               | Plains Song                                    |
| 1981 Brochura  | John Cheever                | The Stories of John Cheever                    |
| 1982 Capa dura | John Updike                 | Rabbit is Rich                                 |
| 1982 Brochura  | William Keepers Maxwell Jr. | So Long, See You Tomorrow                      |
| 1983 Capa dura | Alice Walker                | The Color Purple                               |
| 1983 Brochura  | Eudora Welty                | Collected Stories of Eudora Welty              |
| 1984           | Ellen Gilchrist             | Victory Over Japan: A Book of Stories          |
| 1985           | Don DeLillo                 | White Noise                                    |
| 1986           | E.L. Doctorow               | World's Fair                                   |
| 1987           | Larry Heinemann             | Paco's Story                                   |
| 1988           | Pete Dexter                 | Paris Trout                                    |
| 1989           | John Casey                  | Spartina                                       |
| 1990           | Charles Johnson             | Middle Passage                                 |
| 1991           | Norman Rush                 | Mating                                         |
| 1992           | Cormac McCarthy             | All the Pretty Horses                          |
| 1993           | E. Annie Proulx             | The Shipping News                              |
| 1994           | William Gaddis              | A Frolic of His Own                            |
| 1995           | Philip Roth                 | Sabbath's Theater                              |
| 1996           | Andrea Barrett              | Ship Fever and Other Stories                   |
| 1997           | Charles Frazier             | Cold Mountain                                  |
| 1998           | Alice McDermott             | Charming Billy                                 |
| 1999           | Ha Jin                      | Waiting                                        |
| 2000           | Susan Sontag                | In America                                     |
| 2001           | Jonathan Franzen            | The Corrections                                |
| 2002           | Julia Glass                 | Three Junes                                    |
| 2003           | Shirley Hazzard             | The Great Fire                                 |
| 2004           | Lily Tuck                   | The News from Paraguay                         |
| 2005           | William Vollmann            | Europe Central                                 |
| 2006           | Richard Powers              | The Echo Maker                                 |
| 2007           | Denis Johnson               | Tree of Smoke                                  |
| 2008           | Peter Matthiessen           | Shadow Country                                 |
| 2009           | Colum McCann                | Let the Great World Spin                       |
| 2010           | Jaimy Gordon                | Lord of Misrule                                |
| 2011           | Jesmyn Ward                 | Salvage the Bones                              |
| 2012           | Louise Erdrich              | The Round House                                |
| 2013           | James McBride               | The Good Lord Bird                             |
| 2014           | Phil Klay                   | Redeployment                                   |
| 2015           | Adam Johnson                | Fortune smiles                                 |
| 2016           | Colson Whitehead            | The Underground Railroad                       |
| 2017           | Jesmyn Ward                 | Sing, Unburied, Sing                           |
| 2018           | Sigrid Nunez                | The Friend                                     |
| 2019           | Susan Choi                  | Trust Exercise                                 |
| 2020           | Charles Yu                  | Interior Chinatown                             |
| 2021           | Jason Mott                  | Hell of a Book                                 |
| 2022           | Tess Gunty                  | The Rabbit Hutch                               |
| 2023           | Justin Torres               | Blackouts                                      |
| 2024           | Percival Everett            | James                                          |

### Não-ficção
| 1950 | Ralph L. Rusk           | Ralph Waldo Emerson (artigo sobre Ralph Waldo Emerson)                                     |
| 1951 | Newton Arvin            | Herman Melville (artigo sobre Herman Melville)                                             |
| 1952 | Rachel Carson           | The Sea Around Us                                                                          |
| 1953 | Bernard A. De Voto      | The Course of Empire                                                                       |
| 1954 | Bruce Catton            | A Stillness at Appomattox                                                                  |
| 1955 | Joseph Wood Krutch      | The Measure of Man                                                                         |
| 1956 | Herbert Kubly           | An American in Italy                                                                       |
| 1957 | George F. Kennan        | Russia Leaves the War                                                                      |
| 1958 | Catherine Drinker Bowen | The Lion and the Throne (artigo sobre Edward Coke)                                         |
| 1959 | J. Christopher Herold   | Mistress to an Age: A Life of Madame De Stael                                              |
| 1960 | Richard Ellmann         | James Joyce (artigo sobre James Joyce}                                                     |
| 1961 | William L. Shirer       | The Rise and Fall of the Third Reich                                                       |
| 1962 | Lewis Mumford           | The City in History: Its Origins, its Transformations and its Prospects                    |
| 1963 | Leon Edel               | Henry James, Vol. II: The Conquest of London, Henry James, Vol. III: The Middle Years      |
| 1984 | Robert V. Remini        | Andrew Jackson & the Course of American Democracy, 1833-1845 (artigo sobre Andrew Jackson) |
| 1985 | J. Anthony Lukas        | Common Ground: A Turbulent Decade in the Lives of Three American Families                  |
| 1986 | Barry Lopez             | Arctic Dreams                                                                              |
| 1987 | Richard Rhodes          | The Making of the Atom Bomb                                                                |
| 1988 | Neil Sheehan            | A Bright Shining Lie: John Paul Vann and America in Vietnam (article on John Paul Vann)    |
| 1989 | Thomas L. Friedman      | From Beirut to Jerusalem                                                                   |
| 1990 | Ron Chernow             | The House of Morgan: An American Banking Dynasty and the Rise of Modern Finance            |
| 1991 | Orlando Patterson       | Freedom                                                                                    |
| 1992 | Paul Monette            | Becoming a Man: Half a Life Story                                                          |
| 1993 | Gore Vidal              | United States: Essays 1952-1992                                                            |
| 1994 | Sherwin B. Nuland       | How We Die: Reflections on Life's Final Chapter                                            |
| 1995 | Tina Rosenberg          | The Haunted Land: Facing Europe's Ghosts After Communism                                   |
| 1996 | James Carroll           | An American Requiem: God, My Father, and the War that Came Between Us                      |
| 1997 | Joseph J. Ellis         | American Sphinx: The Character of Thomas Jefferson                                         |
| 1998 | Edward Ball             | Slaves in the Family                                                                       |
| 1999 | John W. Dower           | Embracing Defeat: Japan in the Wake of World War II                                        |
| 2000 | Nathaniel Philbrick     | In the Heart of the Sea: The Tragedy of the Whaleship Essex                                |
| 2001 | Andrew Solomon          | The Noonday Demon: An Atlas of Depression                                                  |
| 2002 | Robert A. Caro          | Master of the Senate: The Years of Lyndon Johnson                                          |
| 2003 | Carlos Eire             | Waiting for Snow in Havana: Confessions of a Cuban Boy                                     |
| 2004 | Kevin Boyle             | Arc of Justice: A Saga of Race, Civil Rights, and Murder in the Jazz Age                   |
| 2005 | Joan Didion             | The Year of Magical Thinking                                                               |
| 2006 | Timothy Egan            | The Worst Hard Time: The Untold Story of Those Who Survived the Great American Dust Bowl   |
| 2007 | Tim Weiner              | Legacy of Ashes: The History of the CIA                                                    |
| 2008 | Annette Gordon-Reed     | The Hemingses of Monticello: An American Family                                            |
| 2009 | T.J. Stiles             | The First Tycoon: The Epic Life of Cornelius Vanderbilt                                    |
| 2010 | Patti Smith             | Just Kids                                                                                  |
| 2011 | Stephen Greenblatt      | The Swerve: How the World Became Modern                                                    |
| 2012 | Katherine Boo           | Behind the Beautiful Forevers: Life, Death, and Hope in a Mumbai Undercity[                |
| 2013 | George Packer           | The Unwinding: An Inner History of the New America                                         |
| 2014 | Evan Osnos              | Age of Ambition: Chasing Fortune, Truth, and Faith in the New China                        |
| 2015 | Ta-Nehisi Coates        | Between the World and Me                                                                   |
| 2016 | Ibram X. Kendi          | Stamped from the Beginning: The Definitive History of Racist Ideas in America              |
| 2017 | Masha Gessen            | The Future Is History: How Totalitarianism Reclaimed Russia                                |
| 2018 | Jeffrey C. Stewart      | The New Negro: The Life of Alain Locke                                                     |

### Poesia
| 1950 | William Carlos Williams | Paterson: Book III and Selected Poems                    |
| 1951 | Wallace Stevens         | The Auroras of Autumn                                    |
| 1952 | Marianne Moore          | Collected Poems                                          |
| 1953 | Archibald MacLeish      | Collected Poems, 1917-1952                               |
| 1954 | Conrad Aiken            | Collected Poems                                          |
| 1955 | Wallace Stevens         | The Collected Poems of Wallace Stevens                   |
| 1956 | W.H. Auden              | The Shield of Achilles                                   |
| 1957 | Richard Wilbur          | Things of This World                                     |
| 1958 | Robert Penn Warren      | Promises: Poems, 1954-1956                               |
| 1959 | Theodore Roethke        | Words for the Wind                                       |
| 1960 | Robert Lowell           | Life Studies                                             |
| 1961 | Randall Jarrell         | The Woman at the Washington Zoo                          |
| 1962 | Alan Dugan              | Poems                                                    |
| 1963 | William Stafford        | Traveling Through the Dark                               |
| 1964 | John Crowe Ransom       | Selected Poems                                           |
| 1965 | Theodore Roethke        | The Far Field                                            |
| 1966 | James Dickey            | Buckdancer's Choice: Poems                               |
| 1967 | James Merrill           | Nights and Days                                          |
| 1968 | Robert Bly              | The Light Around the Body                                |
| 1969 | John Berryman           | His Toy, His Dream, His Rest                             |
| 1970 | Elizabeth Bishop        | The Complete Poems                                       |
| 1971 | Mona Van Duyn           | To See, To Take                                          |
| 1972 | Howard Moss             | Selected Poems                                           |
| 1972 | Frank O'Hara            | The Collected Works of Frank O'Hara                      |
| 1973 | A. R. Ammons            | Collected Poems, 1951-1971                               |
| 1974 | Allen Ginsberg          | The Fall of America: Poems of these States, 1965-1971    |
| 1974 | Adrienne Rich           | Diving into the Wreck: Poems 1971-1972                   |
| 1975 | Marilyn Hacker          | Presentation Piece                                       |
| 1976 | John Ashbery            | Self-portrait in a Convex Mirror                         |
| 1977 | Richard Eberhart        | Collected Poems, 1930-1976                               |
| 1978 | Howard Nemerov          | The Collected Poems of Howard Nemerov                    |
| 1979 | James Merrill           | Mirabell: Book of Numbers                                |
| 1980 | Philip Levine           | Ashes                                                    |
| 1981 | Lisel Mueller           | The Need to Hold Still                                   |
| 1982 | William Bronk           | Life Supports: New and Collected Poems                   |
| 1983 | Galway Kinnell          | Selected Poems                                           |
| 1983 | Charles Wright          | Country Music: Selected Early Poems                      |
| 1991 | Philip Levine           | What Work Is                                             |
| 1992 | Mary Oliver             | New & Selected Poems                                     |
| 1993 | A. R. Ammons            | Garbage                                                  |
| 1994 | James Tate              | A Worshipful Company of Fletchers                        |
| 1995 | Stanley Kunitz          | Passing Through: The Later Poems                         |
| 1996 | Hayden Carruth          | Scrambled Eggs & Whiskey                                 |
| 1997 | William Meredith        | Effort at Speech: New & Selected Poems                   |
| 1998 | Gerald Stern            | This Time: New and Selected Poems                        |
| 1999 | Ai                      | Vice: New & Selected Poems                               |
| 2000 | Lucille Clifton         | Poems Seven: New and Complete Poetry                     |
| 2001 | Alan Dugan              | Blessing the Boats: New and Selected Poems 1988-2000     |
| 2002 | Ruth Stone              | In the Next Galaxy                                       |
| 2003 | C.K. Williams           | The Singing                                              |
| 2004 | Jean Valentine          | Door in the Mountain: New and Collected Poems, 1965-2003 |
| 2005 | W. S. Merwin            | Migration: New & Selected Poems                          |
| 2005 | W. S. Merwin            | Migration: New & Selected Poems                          |
| 2006 | Nathaniel Mackey        | Splay Anthem                                             |
| 2007 | Robert Hass             | Time and Materials: Poems, 1997–2005                     |
| 2008 | Mark Doty               | Fire to Fire: New and Selected Poems                     |
| 2009 | Keith Waldrop           | Transcendental Studies: A Trilogy                        |
| 2010 | Terrance Hayes          | Lighthead                                                |
| 2011 | Nikky Finney            | Head Off & Split: Poems                                  |
| 2012 | David Ferry             | Bewilderment: New Poems and Translations                 |
| 2013 | Mary Szybist            | Incarnadine                                              |
| 2014 | Louise Gluck            | Faithful and Virtuous Night                              |
| 2015 | Robin Coste Lewis       | Voyage of the Sable Venus                                |
| 2016 | Daniel Borzutzky        | The Performance of Becoming Human                        |
| 2017 | Frank Bidart            | Half-light: Collected Poems 1965-2016                    |
| 2018 | Justin Phillip Reed     | Indecency                                                |

### Literatura Juvenil
| 1996 | Victor Martinez                        | Parrott In the Oven: MiVida                                                              |
| 1997 | Han Nolan                              | Dancing on the Edge                                                                      |
| 1998 | Louis Sachar                           | Holes                                                                                    |
| 1999 | Kimberly Willis Holt                   | When Zachary Beaver Came to Town                                                         |
| 2000 | Gloria Whelan                          | Homeless Bird                                                                            |
| 2001 | Virginia Euwer Wolff                   | True Believer                                                                            |
| 2002 | Nancy Farmer                           | The House of the Scorpion                                                                |
| 2003 | Polly Horvath                          | The Canning Season                                                                       |
| 2004 | Pete Hautman                           | Godless                                                                                  |
| 2005 | Jeanne Birdsall                        | The Penderwicks: A Summer Tale of Four Sisters, Two Rabbits, and a Very Interesting Boy  |
| 2006 | M. T. Anderson,                        | The Astonishing Life of Octavian Nothing, Traitor to the Nation, Volume I: The Pox Party |
| 2007 | Sherman Alexie                         | The Absolutely True Diary of a Part-Time Indian                                          |
| 2008 | Judy Blundelll                         | What I Saw and How I Lied                                                                |
| 2009 | Phillip Hoose                          | Claudette Colvin: Twice Toward Justice                                                   |
| 2010 | Kathryn Erskine                        | Mockingbird                                                                              |
| 2011 | Thanhha Lai                            | Inside Out and Back Again                                                                |
| 2012 | William Alexander                      | Goblin Secrets                                                                           |
| 2013 | Cynthia Kadohata                       | The Thing About Luck                                                                     |
| 2014 | Jacqueline Woodson                     | Brown Girl Dreaming                                                                      |
| 2015 | Neal Shusterman                        | Challenger Deep                                                                          |
| 2016 | John Lewis, Andrew Aydin e Nate Powell | March: Book Three                                                                        |
| 2017 | Robin Benway                           | Far from the Tree                                                                        |
| 2018 | Elizabeth Acevedo                      | The Poet X                                                                               |

### Categorias anteriores
Em 1964, as categorias Artes e Letras, História e Biografia e Ciência, Filosofia e Religião receberam o adendo Não-ficção.
Em 1981, Literatura Infantil, Ficção se transformou, em 1983, em Ficção Infantil.

#### Primeiro romance
| 1980 | William Wharton | Birdy                       |
| 1981 | Ann Arensberg   | Sister Wolf                 |
| 1982 | Robb Forman Dew | Dale Loves Sophie to Death  |
| 1983 | Gloria Naylor   | The Women of Brewster Place |

#### Primeiro trabalho de ficção
| 1984 | Harriet Doerr | Stones for Ibarra   |
| 1985 | Bob Shacochis | Easy in the Islands |

#### Ficção Científica
| 1980 Hardcover | Frederik Pohl        | Jem                     |
| 1980 Paperback | Walter Wangerin, Jr. | The Book of the Dun Cow |

#### Mistério
| 1980 Hardcover | John D. MacDonald | The Green Ripper |

#### Western
| 1980 | Louis L'Amour | Bendigo Shafter |

#### PaperbackOriginal
| 1983 | Lisa Goldstein | The Red Magician |

#### Não ficção geral
| 1980 Capa dura | Tom Wolfe            | The Right Stuff                |
| 1980 Brochura  | Peter Matthiessen    | The Snow Leopard               |
| 1981 Capa dura | Maxine Hong Kingston | China Men                      |
| 1981 Brochura  | Jane Kramer          | The Last Cowboy                |
| 1982 Capa dura | Tracy Kidder         | The Soul of a New Machine      |
| 1982 Brochura  | Victor S. Navasky    | Naming Names                   |
| 1983 Capa dura | Fox Butterfield      | China: Alive in the Bitter Sea |
| 1983 Brochura  | James Fallows        | National Defense               |

#### Artes e Letras
| 1964 | Aileen Ward         | John Keats: The Making of a Poet                                                      |
| 1965 | Eleanor Clark       | Oysters of Lockmariaquer                                                              |
| 1966 | Janet Flanner       | Paris Journal, 1944-1965                                                              |
| 1967 | Justin Kaplan       | Mr. Clemens and Mark Twain: A Biography                                               |
| 1968 | William Troy        | Selected Essays                                                                       |
| 1969 | Norman Mailer       | The Armies of the Night: History as a Novel, The Novel as History                     |
| 1970 | Lillian Hellman     | An Unfinished Woman: A Memoir                                                         |
| 1971 | Francis Steegmuller | Cocteau: A Biography                                                                  |
| 1972 | Charles Rosen       | The Classical Style: Haydn, Mozart, Beethoven                                         |
| 1973 | Arthur M. Wilson    | Diderot                                                                               |
| 1974 | Pauline Kael        | Deeper into the Movies                                                                |
| 1975 | Roger Shattuck      | Marcel Proust                                                                         |
| 1975 | Lewis Thomas        | The Lives of a Cell: Notes of a Biology Watcher (também venceu o prémio The Sciences) |
| 1976 | Paul Fussell        | The Great War and Modern Memory                                                       |

#### História e Biografia
| 1964 | William H. McNeill         | The Rise of the West: A History of the Human Community                   |
| 1965 | Louis Fischer              | The Life of Lenin                                                        |
| 1966 | Arthur M. Schlesinger, Jr. | A Thousand Days                                                          |
| 1967 | Peter Gay                  | The Enlightenment, Vol. I: An Interpretation the Rise of Modern Paganism |
| 1968 | George F. Kennan           | Memoirs: 1925-1950                                                       |
| 1969 | Winthrop D. Jordan         | White over Black: American Attitudes Toward the Negro, 1550-1812         |
| 1970 | T. Harry Williams          | Huey Long                                                                |
| 1971 | James MacGregor Burns      | Roosevelt: The Soldier of Freedom                                        |
| 1976 | David Brion Davis          | The Problem of Slavery in the Age of Revolution, 1770-1823               |

#### História
| 1972           | Allan Nevins                        | Ordeal of the Union, Vols. VII & VIII: The Organized War, 1863-1864 and The Organized War to Victory      |
| 1973           | Robert Manson Myers                 | The Children of Pride Isaiah Trunk                                                                        |
| 1973           | Isaiah Trunk                        | Judenrat                                                                                                  |
| 1974           | John Clive                          | Macaulay: The Shaping of the Historian (also won Biography award)                                         |
| 1975           | Bernard Bailyn                      | The Ordeal of Thomas Hutchinson (article on Thomas Hutchinson)                                            |
| 1977           | Irving Howe                         | World of Our Fathers                                                                                      |
| 1978           | David McCullough                    | The Path Between the Seas: The Creation of the Panama Canal 1870-1914                                     |
| 1979           | Richard Beale Davis                 | Intellectual Life in the Colonial South, 1585-1763                                                        |
| 1980 Capa dura | Henry A. Kissinger                  | The White House (Kissinger)                                                                               |
| 1980 Brochura  | Barbara W. Tuchman                  | A Distant Mirror: The Calamitous 14th Century                                                             |
| 1981 Capa dura | John Boswell                        | Christianity, Social Tolerance and Homosexuality                                                          |
| 1981 Brochura  | Leon F. Litwak                      | Been in the Storm so Long: The Aftermath of Slavery                                                       |
| 1982 Capa dura | Father Peter John Powell            | People of the Sacred Mountain: A History of the Northern Cheyenne Chiefs and Warrior Societies, 1830-1879 |
| 1982 Brochura  | Robert Wohl                         | The Generation of 1914                                                                                    |
| 1983 Capa dura | Alan Brinkley                       | Voices of Protest: Huey Long, Father Coughlin and the Great Depression                                    |
| 1983 Brochura  | Frank E. Manuel & Fritzie P. Manuel | Utopian Thought in the Western World                                                                      |

#### Biografia
| 1972           | Joseph P. Lash       | Eleanor and Franklin: The Story of Their Relationship, Based on Eleanor Roosevelt's Private Papers |
| 1973           | James Thomas Flexner | George Washington, Vol. IV: Anguish and Farewell, 1793-1799                                        |
| 1974           | John Clive           | Macaulay: The Shaping of the Historian (also won History award)                                    |
| 1974           | Douglas Day          | Malcolm Lowry: A Biography                                                                         |
| 1975           | Richard B. Sewall    | The Life of Emily Dickinson                                                                        |
| 1980 Capa dura | Edmund Morris        | The Rise of Theodore Roosevelt                                                                     |
| 1980 Brochura  | A. Scott Berg        | Max Perkins: Editor of Genius                                                                      |

#### Biografia e Autobiografia
| 1977 | W. A. Swanberg             | Norman Thomas: The Last Idealist |
| 1978 | W. Jackson Bate            | Samuel Johnson                   |
| 1979 | Arthur M. Schlesinger, Jr. | Robert Kennedy and His Times     |

#### Autobiografia
| 1980 Capa dura | Lauren Bacall  | Lauren Bacall by Myself                                                    |
| 1980 Brochura  | Malcolm Cowley | And I Worked at the Writer's Trade: Chapters of Literary History 1918-1978 |

#### Autobiografia/Biografia
| 1981 Cap dura  | Justin Kaplan    | Walt Whitman                             |
| 1981 Brochura  | Deirdre Bair     | Samuel Beckett                           |
| 1982 Capa dura | David McCullough | Mornings on Horseback                    |
| 1982 Brochura  | Ronald Steel     | Walter Lippmann and the American Century |
| 1983 Capa dura | Judith Thurman   | Isak Dinesen: The Life of a Storyteller  |
| 1983 Brochura  | James R. Mellow  | Nathaniel Hawthorne in His Time          |

#### Ciência, Filosofia e Religião
| 1964 | Christopher Tunnard & Boris Pushkarev | Man-made America                                                                       |
| 1965 | Norbert Wiener                        | God and Golem, Inc: A Comment on Certain Points where Cybernetics Impinges on Religion |
| 1967 | Oscar Lewis                           | La Vida                                                                                |
| 1968 | Jonathan Kozol                        | Death at an Early Age                                                                  |

#### As Ciências
| 1969 | Robert J. Lifton       | Death in Life: Survivors of Hiroshima                                                     |
| 1971 | Raymond Phineas Sterns | Science in the British Colonies of America                                                |
| 1972 | George L. Small        | The Blue Whale                                                                            |
| 1973 | George Schaller        | The Serengeti Lion: A Study of Predator-Prey Relations                                    |
| 1974 | S. E. Luria            | Life: The Unfinished Experiment                                                           |
| 1975 | Silvano Arieti         | Interpretation of Schizophrenia                                                           |
| 1975 | Lewis Thomas           | The Lives of a Cell: Notes of a Biology Watcher (também ganhou o prêmio Arts and Letters) |

#### Ciência
| 1980 Capa dura | Douglas Hofstadter                    | Godel, Escher, Bach: An Eternal Golden Braid                |
| 1980 Brochura  | Gary Zukav                            | The Dancing Wu Li Masters: An Overview of the New Physics   |
| 1981 Capa dura | Stephen Jay Gould                     | The Panda's Thumb: More Reflections in Natural History      |
| 1981 Brochura  | Lewis Thomas                          | The Medusa and the Snail                                    |
| 1982 Capa dura | Donald C. Johanson & Maitland A. Edey | Lucy: The Beginnings of Humankind                           |
| 1983 Capa dura | Abraham Pais                          | Subtle is the Lord: The Science and Life of Albert Einstein |
| 1983 Brochura  | Philip J. Davis & Reuben Hersh        | The Mathematical Experience                                 |
| 1983 Brochura  | Joyce Carol Thomas                    | Marked by Fire                                              |

#### Filosofia e Religião
| 1970 | Erik H. Erikson  | Gandhi's Truth: On the Origins of Militant Nonviolence |
| 1972 | Martin E. Marty  | Righteous Empire: The Protestant Experience in America |
| 1973 | S. E. Ahlstrom   | A Religious History of the American People             |
| 1974 | Maurice Natanson | Edmund Husserl: Philosopher of Infinite Tasks          |
| 1975 | Robert Nozick    | Anarchy, State, and Utopia                             |

#### Religião/Inspiração
| 1980 Capa dura | Elaine Pagels    | The Gnostic Gospels |
| 1980 Brochura  | Sheldon Vanauken | A Severe Mercy      |

#### Relações contemporâneas
| 1972 | Stewart Brand (ed.)  | The Last Whole Earth Catalogue                                |
| 1973 | Frances FitzGerald   | Fire in the Lake: The Vietnamese and the Americans in Vietnam |
| 1974 | Murray Kempton       | The Briar Patch                                               |
| 1975 | Theodore Rosengarten | All God's Dangers: The Life of Nate Shaw                      |
| 1976 | Michael J. Arlen     | Passage to Ararat                                             |

#### Pensamento contemporâneo
| 1977 | Bruno Bettelheim  | The Uses of Enchantment: The Meaning and Importance of Fairy Tales |
| 1978 | Gloria Emerson    | Winners & Losers                                                   |
| 1979 | Peter Matthiessen | The Snow Leopard                                                   |

#### Interesse atual
| 1980 Capa dura | Julia Child       | Julia Child and More Company |
| 1980 Brochura  | Christopher Lasch | The Culture of Narcissism    |

#### General Reference Books
| 1980 Capa dura | Elder Witt (ed.)         | The Complete Directory                                              |
| 1980 Brochura  | Tim Brooks & Earle Marsh | The Complete Directory of Prime Time Network TV Shows: 1946-Present |

#### Tradução
| 1967 | Gregory Rabassa                      | Julio Cortázar's Hopscotch                                                                             |
| 1967 | Willard Trask                        | Casanova's History of My Life                                                                          |
| 1968 | Howard & Edna Hong                   | Søren Kierkegaard's Journals and Papers                                                                |
| 1969 | William Weaver                       | Italo Calvino's Cosmicomics                                                                            |
| 1970 | Ralph Manheim                        | Céline's Castle to Castle                                                                              |
| 1971 | Frank Jones                          | Bertolt Brecht's Saint Joan of the Stockyards                                                          |
| 1971 | Edward G. Seidensticker              | Yasunari Kawabata's The Sound of The Mountain                                                          |
| 1972 | Austryn Wainhouse                    | Jacques Monod's Chance and Necessity                                                                   |
| 1973 | Allen Mandelbaum                     | The Aeneid of Virgil                                                                                   |
| 1974 | Karen Brazell                        | The Confessions of Lady Nijo                                                                           |
| 1974 | Helen R. Lane                        | Octavio Paz's Alternating Current                                                                      |
| 1974 | Jackson Matthews                     | Paul Valéry's Monsieur Teste                                                                           |
| 1975 | Anthony Kerrigan                     | Miguel de Unamuno's The Agony of Christianity and Essays on Faith                                      |
| 1977 | Li-Li Ch'en                          | Master Tung's Western Chamber Romance                                                                  |
| 1978 | Howard Nemerov                       | Uwe George's In the Deserts of This Earth                                                              |
| 1979 | Clayton Eshleman & Jose Rubin Barcia | César Vallejo's The Complete Posthumous Poetry                                                         |
| 1980 | William Arrowsmith                   | Cesare Pavese's Hard Labor                                                                             |
| 1980 | Jane Gary Harris & Constance Link    | Osip E. Mandelstam's Complete Critical Prose and Letters                                               |
| 1981 | Francis Steegmuller                  | The Letters of Gustave Flaubert                                                                        |
| 1981 | John E. Woods                        | Arno Schmidt's Evening Edged in Gold                                                                   |
| 1982 | Robert Lyons Danly                   | Higuchi Ichiyo's In the Shade of Spring Leaves                                                         |
| 1982 | Ian Hideo Levy                       | The Ten Thousand Leaves: A Translation of The Man'Yoshu, Japan's Premier Anthology of Classical Poetry |
| 1983 | Richard Howard                       | Charles Baudelaire's Les Fleurs du Mal                                                                 |

#### Literatura infantil
| 1969 | Meindert DeJong       | Journey from Peppermint Street |
| 1976 | Walter D. Edmonds     | Bert Breen's Barn              |
| 1977 | Katherine Paterson    | The Master Puppeteer           |
| 1978 | Judith & Herbert Kohl | The View From the Oak          |
| 1979 | Katherine Paterson    | The Great Gilly Hopkins        |

#### Livros para crianças
| 1970           | Isaac Bashevis Singer | A Day of Pleasure: Stories of a Boy Growing up in Warsaw             |
| 1971           | Lloyd Alexander       | The Marvelous Misadventures of Sebastian                             |
| 1972           | Donald Barthelme      | The Slightly Irregular Fire Engine or The Hithering Thithering Djinn |
| 1973           | Ursula K. Le Guin     | The Farthest Shore                                                   |
| 1974           | Eleanor Cameron       | The Court of the Stone Children                                      |
| 1975           | Virginia Hamilton     | M. C. Higgins the Great                                              |
| 1980 Capa dura | Joan W. Blos          | A Gathering of Days: A New England Girl's Journal                    |
| 1980 Brochura  | Madeleine L'Engle     | A Swiftly Tilting Planet                                             |

#### Livros para crianças de não-ficção
| 1981 Capa dura | Betsy Byars        | The Night Swimmers     |
| 1981 Brochura  | Beverly Cleary     | Ramona and Her Mother  |
| 1982 Capa dura | Lloyd Alexander    | Westmark               |
| 1982 Brochura  | Ouida Sebestyen    | Words by Heart         |
| 1983 Capa dura | Jean Fritz         | Homesick: My Own Story |
| 1983 Brochura  | Paula Fox          | A Place Apart          |
| 1983 Brochura  | Joyce Carol Thomas | Marked by Fire         |

#### Livros infantis de não-ficção
| 1981 Capa dura | Alison Cragin Herzig & Jane Lawrence | Mali -- Oh, Boy! Babies |
| 1982           | Susan Bonners                        | A Penguin Year          |
| 1983           | James Cross Giblin                   | Chimney Sweeps          |

#### Livros infantis desenhados
| 1982 Capa dura | Maurice Sendak                          | Outside Over There        |
| 1982 Brochura  | Peter Spier                             | Noah's Ark                |
| 1983 Capa dura | Barbara Cooney                          | Miss Rumphius             |
| 1983 Brochura  | William Steig                           | Doctor De Soto            |
| 1983 Capa dura | Mary Ann Hoberman & Betty Fraser (ill.) | A House is a House for Me |